# Естонський філармонічний камерний хор
Естонський філармонічний камерний хор (ест. Eesti Filharmoonia Kammerkoor) — професійний хор з Естонії.

## Історія
Утворений в 1981 році диригентом Тину Кальюсте, який був керівником хору протягом 20 років і зробив його всесвітньо відомим. В 1991 році хор виграв конкурс хорів Takarazuka в Японії, завоювавши три золоті медалі і Гран-прі, після чого приступив до концертної діяльності: гастролював в Естонії і закордоном. Репертуар хору варіюється від грегоріанських співів і пізнього бароко до творів XX століття і багатьох сучасних композиторів (таких, як Арво Пярт і Вельйо Торміс). Хор виграв в 2007 і 2014 роках дві премії «Греммі» за найкраще хорове виконання: «Da pacem» Арво Пярта і «Adam's Lament» того ж Пярта (премію отримали також Туї Хірв і Райнер Вілу, Sinfonietta Riga і Таллінський камерний оркестр, Хор Латвійського радіо і Vox Clamantis).
З 2001 по 2008 роки диригентом був Пол Хіллайр з Великої Британії, з вересня 2008 року цю посаду займав Даніель Ройсс з Нідерландів, з музичного сезону 2014/2015 диригентом став Каспарс Путніньш. Естонський філармонічний камерний хор співпрацював з багатьма диригентами і оркестрами світу, а також із Естонським національним симфонічним оркестром і Таллінським камерним оркестром. Давав концерти в багатьох країнах Європи, США, Канаді, Японії і Австралії.

## Дискографія
- Veljo Tormis: Forgotten Peoples (1992)
- Arvo Pärt: Te Deum (1993)
- Kaunimad laulud (The Most Beautiful Songs) (1994)
- Erkki-Sven Tüür: Crystallisatio (1996)
- Arvo Pärt: Litany (1996)
- Veljo Tormis: Casting a Spell (1996)
- Arvo Pärt: Beatus (1997)
- Arvo Pärt: Kanon Pokajanen (1998)
- Karl August Hermann, Raimo Kangro, Leelo Tungal: Eesti lauleldused (1999)
- Veljo Tormis: Litany to Thunder (1999)
- Paul Giger: Ignis (2000)
- Veljo Tormis: Laulu palju (Liederhaufen) (2000)
- Wolfgang Amadeus Mozart: Vesperae et Litania (2000)
- Antonio Vivaldi: Salmi a due cori (2002)
- Baltic Voices 1 (2002)
- Antonio Vivaldi: Gloria, Settings from the Mass and Vespers (2003)
- The Powers of Heaven (2003)
- Baltic Voices 2 (2004)
- Rachmaninov: All-Night Vigil (2005)
- Lepo Sumera: Mushroom Cantata (2005)
- Baltic Voices 3 (2005)
- Arvo Pärt: Da pacem (2006)
- A New Joy (2006)
- Scattered Rhymes: Tarik O'Regan & Guillaume de Machaut (2008)